# The Man from Utopia
The Man From Utopia — музичний альбом Френка Заппи. Виданий року лейблами Rykodisc в США і CBS в Європі. Загальна тривалість композицій становить 40 хв : 21 с. Альбом відносять до напрямку рок.

## Список пісень
Сторона 1
1. Cocaine Decisions — 2:56
2. The Dangerous Kitchen — 2:51
3. Tink Walks Amok — 3:40
4. The Radio Is Broken — 5:52
5. Mōggio — 3:05

Сторона 2
1. Medley consisting of The Man from Utopia (Donald and Doris Woods) and Mary Lou (Obie Jessie) — 3:19
2. Stick Together — 3:50
3. SEX — 3:00
4. The Jazz Discharge Party Hats — 4:30
5. We Are Not Alone — 3:31